# Kortrijk Spurs
Kortrijk Spurs is een Belgische basketbalvereniging uit Kortrijk die speelt in de BNXT League, het hoogste basketbalniveau in België en Nederland. De club speelt haar thuiswedstrijden in Sportcampus Lange Munte, dat plaats biedt aan 2.400 mensen.

## Geschiedenis
Het Kortrijkse basketbal heeft een lange geschiedenis en een succesvolle traditie met verschillende ploegen die uiteindelijk allemaal aan de basis lagen van het huidige House of Talents Spurs. 
Olbak ontstond in 1946 in het Atheneum van Kortrijk. Er werd gespeeld op de speelplaats van de school, daarna werd verhuisd naar de overdekte hal op de Veemarkt, een van de enige overdekte terreinen in Vlaanderen toen. In de jaren ‘60 moest basketbalclub Damico dat speelde in het Damiaancollege alle activiteiten stop zetten, Olbak verhuisde naar dit terrein. De installaties op de Pottelberg waren echter verouderd en dankzij de hulp van de stad Kortrijk verhuisde de club naar de Drie Hofsteden. In 1993 kende Olbak haar eerste fusie met BBC Bissegem, wat zorgde voor een nieuw elan. In 2014 volgde een tweede met BTK: KBTK was geboren.  
Aan de andere kant van Kortrijk ontstond in 1962 in het Sint-Jozefsinstituut Nemea. Een stabiele provinciale ploeg kreeg zijn thuishaven in de turnzaal van de school en later in de stedelijke sporthallen. Na een kort verblijf in de nationale competitie werd tot aan de latere fusies in de provinciale reeksen gespeeld. Olumpia Kortrijk, ontstaan in de jaren 1950, vond zijn oorsprong in het Sint-Amandscollege. De eerste wedstrijden werden gespeeld op de velden van het college. In het seizoen 1960-61 maakte de club voor het eerst zijn opwachting in de nationale reeksen. Na een degradatie naar provinciale volgt een nieuwe opflakkering. Olumpia stijgt in 1970 naar derde klasse, twee seizoen later zelfs naar tweede nationale. De club gaat voortaan als BT Prado Kortrijk door het leven. Twee seizoenen later promoveerde de club naar de hoogste afdeling, onder meer dankzij de tot Belg genaturaliseerde Hongaar Imre Nyitrai. In 1975 wordt Ijsboerke hoofdsponsor. Het wordt het seizoen waarin de Beker van België werd behaald na een memorabele match tegen Lier: 70-69. Vier jaar later degradeert de club naar tweede klasse. Frisa wordt de nieuwe sponsor en in 1982 herovert de club haar plaats op het hoogste niveau. Dat zou ook nog eens lukken in 1992 onder impuls van nieuwe sponsor Brandt die drie jaar verbonden blijft aan de club. De clubnaam verdwijnt en wordt CB (College Basket) Kortrijk. Die club fuseert met Kortrijk Sport (met stichter André Kesteloot en Anton Vandenbulcke die 25 jaar voorzitter was) tot CB Kortrijk Sport en later Kortrijk Sport. 
De wieg van het Kortrijkse damesbasketbal stond dan weer in het O.L.V. Ter Engelenlyceum ‘t Fort, het huidige Guldensporencollege Plein. Aurel Pattyn, leraar LO en succescoach van de schoolploeg, startte in 1973 met zijn team in eerste provinciale, onder de benaming PRADO. Hij was samen met Roger Van Craeynest en Johan Vanden Heede de drijvende kracht achter het damesteam. Zonder verliesmatch promoveerden zij naar derde nationale en later ook naar eerste nationale in 1977. Daar zouden ze de volgende 10 jaar spelen onder de namen PRADO, Ijsboerke, ABB, Woolmark en Soubry. Coach Pattyn bleef aan het roer tot 1980, waarna hij sportief manager werd en in 1990 afscheid zou nemen. Na het einde van Soubry Kortrijk, begonnen de dames opnieuw vanuit de laagste reeksen onder de naam SPE. Kort nadien werd dus BTK (basketteam Kortrijk) boven de doopvont gehouden. Bij de jeugd werden de eerste stappen gezet in de landelijke reeksen. Onder impuls van voorzitter Johan Haghebaert werd een eerste fusie gerealiseerd tussen BTK en de damesafdeling van Kortrijk Sport. Die speelden op dat moment in eerste nationale, maar moesten halfweg het jaar stoppen. Het daaropvolgende seizoen werd gestart in eerste landelijke met de nadruk op jeugdopleiding. De bedoeling was om de fanionploeg in landelijke te behouden en deze gestaag te stofferen met eigen jeugd. Het behoud in tweede landelijke werd gerealiseerd samen met een sterker wordende jeugdploeg. Door de sterke jeugdopleiding moest een oplossing gezocht worden om de jeugd in de club te behouden. Dit werd mogelijk door het systeem van dubbele licentie in samenwerking met de dames van Deerlijk. Die club had geen jeugdwerking meer en vond hierin ook een oplossing. Beide besturen groeiden meer naar elkaar toe en de samenwerking werd steeds nauwer. Uiteindelijk resulteerde dit in de fusie tussen beide clubs. 

### Vanaf de fusie
In maart 2019 werden de Kortrijk Spurs geboren. De club ontstond uit de fusie van drie lokale basketbalclubs: KBTK, Kortrijk Sport en Deerlijk. De Spurs werden zo in één klap de grootste club van België met meer dan 1000 leden verdeeld over een zestigtal teams. De naam en het logo van de nieuwe club eren de geschiedenis van de stad met een verwijzing naar de Guldensporenslag. Het logo van de club werd meteen een sterk merk. De club toonde zich meteen erg ambitieus. Ze wil op alle vlakken naar het hoogste niveau doorstoten, van de jeugd (het 'High potentials'-traject) en het G-basketbalteam (spelers met een verstandelijke beperking) tot de fanionploeg bij de heren en de dames. De successen volgden snel voor de fanionteams: de herenploeg promoveerde in het eerste jaar na de fusie naar Top Division One, pakte in 2022 de vicekampioenstitel, de dames speelden Europees basketbal en dat voor het eerst in 25 jaar. Ondertussen werden topcoaches Christophe Beghin (heren) en Philip Mestdagh (dames) aangetrokken.  
In het seizoen 2022/23 pakten de Heren de dubbel: beker van Vlaanderen en de titel in Topdivision na een belle tegen Donza. In januari 2023 al werd de ambitie uitgesproken om de stap naar de BNXT League te maken. In mei werd de licentie voor het seizoen 2023/24 afgegeven en komt het eerste mannenteam uit in de BNXT League. Sponsor House of Talents, het bedrijf van voorzitter Steve Rousseau, gaf ondertussen zijn naam aan de nieuwe club: House of Talents Spurs. De club blijft ondertussen zijn missie trouw: naast topteams bij de heren en dames wil de club als grootste van Vlaanderen spelplezier aanbieden aan zijn meer dan 1000 leden op alle niveaus. Het familiale en amicale karakter van alle voormalige Kortrijkse basketbalverenigingen blijft zo verder leven in House of Talents Spurs. Inspireren met veel enthousiasme met teamspirit als belangrijkste troef.

## Selectie
- Kortrijk Spurs in het seizoen 2023/24
- Kortrijk Spurs in het seizoen 2024/25
- Kortrijk Spurs in het seizoen 2025/26

## Coaches
| Jaar      | Coach               |
| --------- | ------------------- |
| 2022-2024 | Christophe Beghin   |
| 2024      | Jeff Nolmans (a.i.) |
| 2024-     | Johan Roijakkers    |

## Erelijst heren
| Nationaal     |    |         |
| Tweede klasse | 1× | 2022/23 |
| Derde klasse  | 1× | 2019/20 |